# Армандо Фернандес
Армандо Фернандес Гарсія (ісп. Armando Fernández García; нар. 9 лютого 1969, Веракрус, штат Веракрус) — мексиканський борець вільного та греко-римського стилів, срібний та чотириразовий бронзовий призер Панамериканських чемпіонатів, бронзовий призер Панамериканських ігор, срібний призер чемпіонату Центральної Америки, учасник двох Олімпійських ігор. 

## Життєпис
Боротьбою почав займатися з 1980 року.
Виступав за спортивний клуб Веракруса. Тренер — Іван Мора. 
Боровся переважно в греко-римській боротьбі, де і досяг всіх міжнародних успіхів. На чемпіонаті світу 1999 року виступив в обох борцівських змаганнях.

## Спортивні результати на міжнародних змаганнях

### Виступи на Олімпіадах
| Змагання                    | Збірна  | Вагова категорія                 | Місце |
| --------------------------- | ------- | -------------------------------- | ----- |
| Літні Олімпійські ігри 1992 | Мексика | греко-римська боротьба, до 57 кг | 11    |
| Літні Олімпійські ігри 1996 | Мексика | греко-римська боротьба, до 57 кг | 14    |

### Виступи на Чемпіонатах світу
| Змагання                        | Збірна  | Вагова категорія                 | Місце |
| ------------------------------- | ------- | -------------------------------- | ----- |
| Чемпіонат світу з боротьби 1994 | Мексика | греко-римська боротьба, до 57 кг | 26    |
| Чемпіонат світу з боротьби 1995 | Мексика | греко-римська боротьба, до 57 кг | 29    |
| Чемпіонат світу з боротьби 1997 | Мексика | греко-римська боротьба, до 58 кг | 17    |
| Чемпіонат світу з боротьби 1999 | Мексика | греко-римська боротьба, до 58 кг | 24    |
| Чемпіонат світу з боротьби 1999 | Мексика | вільна боротьба, до 63 кг        | 31    |

### Виступи на Панамериканських чемпіонатах
| Змагання                                   | Збірна  | Вагова категорія                 | Місце  |
| ------------------------------------------ | ------- | -------------------------------- | ------ |
| Панамериканський чемпіонат з боротьби 1989 | Мексика | греко-римська боротьба, до 57 кг | 4      |
| Панамериканський чемпіонат з боротьби 1990 | Мексика | греко-римська боротьба, до 57 кг | 5      |
| Панамериканський чемпіонат з боротьби 1992 | Мексика | греко-римська боротьба, до 57 кг | Срібло |
| Панамериканський чемпіонат з боротьби 1993 | Мексика | греко-римська боротьба, до 57 кг | 5      |
| Панамериканський чемпіонат з боротьби 1994 | Мексика | греко-римська боротьба, до 57 кг | Бронза |
| Панамериканський чемпіонат з боротьби 1997 | Мексика | греко-римська боротьба, до 58 кг | Бронза |
| Панамериканський чемпіонат з боротьби 1998 | Мексика | греко-римська боротьба, до 58 кг | Бронза |
| Панамериканський чемпіонат з боротьби 2001 | Мексика | греко-римська боротьба, до 58 кг | Бронза |
| Панамериканський чемпіонат з боротьби 2003 | Мексика | греко-римська боротьба, до 60 кг | 5      |

### Виступи на Панамериканських іграх
| Змагання                  | Збірна  | Вагова категорія                 | Місце  |
| ------------------------- | ------- | -------------------------------- | ------ |
| Панамериканські ігри 1995 | Мексика | греко-римська боротьба, до 57 кг | Бронза |
| Панамериканські ігри 1999 | Мексика | греко-римська боротьба, до 58 кг | 5      |
| Панамериканські ігри 2003 | Мексика | греко-римська боротьба, до 60 кг | 6      |

### Виступи на Центральноамериканських і Карибських іграх
| Змагання                                     | Збірна  | Вагова категорія                 | Місце |
| -------------------------------------------- | ------- | -------------------------------- | ----- |
| Центральноамериканські і Карибські ігри 1993 | Мексика | греко-римська боротьба, до 57 кг | 5     |

### Виступи на Чемпіонатах Центральної Америки
| Змагання                                      | Збірна  | Вагова категорія                 | Місце  |
| --------------------------------------------- | ------- | -------------------------------- | ------ |
| Чемпіонат Центральної Америки з боротьби 1990 | Мексика | греко-римська боротьба, до 57 кг | Срібло |

### Виступи на інших змаганнях
| Змагання                                                             | Збірна  | Вагова категорія                 | Місце  |
| -------------------------------------------------------------------- | ------- | -------------------------------- | ------ |
| Панамериканський Олімпійський кваліфікаційний турнір з боротьби 1996 | Мексика | греко-римська боротьба, до 57 кг | Срібло |